# Port d'Hietanen
Hietanen est une ancienne île et est une des composantes du port de Hamina-Kotka dans le quartier  Hovinsaari de Kotka en Finlande,. 

## Présentation
Le port a été créé sur l'ancienne île de Hietanen qui a été rattachée à l'île de Hovinsaari.
Le port de Hietanen est un port important pour le transit d'exportation de papier et d'automobiles vers la Russie. Il dispose de 1 441 mètres de quais et 8 km de voies ferrées.
Un terrain de près de 110 hectares permet de parquer environ 40 000 voitures.
Les sociétés de logistique les plus importantes de Hietanen sont Steveco (fi), Valdoring Oy et Wallenius Wilhelmsen Logistics.